# Оригване
Оригването представлява естествен процес на отделяне на газове от горната част на храносмилателния тракт (хранопровода и стомаха) през устата. Обикновено се чува.

## Причини
- Оригването обикновено се причинява от поглъщането на въздух при ядене или пиене, вследствие на което се изхвърля под формата на газ, представляващ основно смес от азот и кислород.[1] Оригване може да бъде причинено от пиене на напитки, съдържащи въглероден диоксид, като бира и безалкохолни напитки, като в този случай отделяният газ е предимно въглероден диоксид.
- Различни лекарства за диабет като метформин[2] и екзенатид[3] могат да предизвикат оригване, особено при по-високи дози. Този страничен ефект най-често отминава до няколко седмици.
- Оригването, в комбинация с други симптоми като диспепсия, гадене и киселини в стомаха, може да е признак на язва или хиатална херния и трябва да бъде прегледано от лекар.[4]
- Други причини за оригване може да са хранителна алергия, заболявания на жлъчния мехур, H. pylori, гастроезофагеална рефлуксна болест и гастрит.[5][6]

## Усложнения
В среди с микрогравитация оригването често се свързва с регургитация. При намалена гравитация съдържанието на стомаха е по-вероятно да се издигне в хранопровода, когато долния и горния езофагеален сфинктер са отпуснати.
Други усложнения са невъзможност за оригване или усещане за болка в гърдите по време на оригване.

## Общество и култура

### Приемане
В някои култури оригването се смята за приемливо в определени ситуации. Например в Южна Азия то сигнализира на домакина, че гостът се е насладил на храната и е сит.
В Япония, Северна Америка и Европа оригването по време на хранене се счита за проява на лоши маниери. В страните от Близкия изток оригването на глас публично е също неприемливо и човек трябва да го заглуши или поне да се опита да го направи.

### Кърмачета
Бебетата доста често натрупват газове в стомаха, докато се кърмят и изпитват значителен дискомфорт и възбуда, ако не им се помогне. Оригването на бебето включва поставянето му в положение, благоприятно за изхвърляне на газове (например срещу рамото на възрастния, като стомахът на бебето лежи върху гърдите на възрастния) и леко потупване в долната част на гърба. Тъй като оригването може да причини повръщане, понякога на рамото се поставя „кърпа за оригване“ за предпазване на облеклото. При правилно хранене на бебето връщането на храна преминава след 4 месечна възраст, въпреки че е възможно това да се случва до навършването му на една година.
Оригването и повръщането не би следвало да бъдат свързани с дискомфорт от страна на бебето. Причините за тях обикновено са все още слабата координацията между сукателните движения, гълтането и дишането, лакомо сукане, с което се поглъща много въздух и прехранване. Причина за оригване може да бъде и все още недоразвитите стомах и черва, което означава че ензимите не се отделят в нужното количество и липсват бактериите, които нормално обитават червата и спомагат за разграждането на храната. Резултатът е образуване на много газове, получени при усвояването на млякото.
Други причини за оригване и последващо връщане на храната може да бъдат слаб сфинктер на стомаха, стеснения на хранопровода или стомаха и др. Ако количеството храна, което бебето връща при оригване е често пъти повече от нормалното и не се отчита наддаване на тегло, следва да се потърси причината за това състояние.
Препоръчва се кърмачето да не се къпе, повива или поставя по корем веднага след хранене, а да се придържа изправено до звучното оригване. При храненето бебето трябва да бъде в леко полегато, а не легнало положение.

### Ритуали
В шаманските ритуали на Маите се извършват животински жертвоприношения, при които демоните се прехвърлят на различни животни, като пилета, чрез оригване. Церемониите се провеждат всеки ден в енорийската църква на Сан Хуан (Йохан Баптист) в село Чамула в Чиапас.

### Световен рекорд
Настоящият световен рекорд на Гинес за най-силно оригване е 109,9 dB, поставен от британеца Пол Хън на 23 август 2009 г. Това е по-силно от звука от пневматичен чук на разстояние 1 метър.

### Оригната реч
Възможно е доброволно да се предизвика оригване, чрез поемане на въздух и последващото му изхвърляне през устата да манипулира гласовия тракт по такъв начин, че да се получи оригната реч. Въпреки че това често се използва като средство за забавление или състезание, то може да действа и като алтернативно средство за вокализация на хора, претърпели ларингектомия, като оригването замества фонирането на ларинкса. Това е известно като езофагеална реч.

## При животните
Някои бозайници, като кучета, крави и овце също могат да се оригнат или да повърнат, но други, като коне и плъхове, не могат да го правят. При кучетата оригването се случва най-често след твърде бързо ядене или пиене.

### Преживни животни
Преживните животни отделят големи количества газове, който се произвежда като страничен продукт от храносмилателния процес. Тези газове включват по-специално метан, който е произведен от метаногенни археи в червата на животното, ешерихия коли (Е. coli) и други бактерии. Кърмещата крава произвежда около 322 грама метан на ден, т.е. над 117 кг годишно чрез оригване и издишване, което прави кравите, отглеждани в стопанства, основен източник (37%) допринасящ за антропогенните емисии на метан, а оттам и за парниковия ефект. 95% от този газ се отделя чрез оригване. Това е накарало учените от Организацията за научни и индустриални изследвания в Пърт, Австралия, да разработят антиметаногенна ваксина, за да минимизират отделянето на метан при кравите.
Една от причините кравите да се оригват толкова много е, че често се хранят с храни, които храносмилателната им система не може да обработи напълно, като царевица и соя. Някои фермери намаляват оригването при кравите си, като ги хранят с люцерна и ленено семе, които са по-близо до тревите, които са яли в дивата природа преди да бъдат опитомени.

### Риби
Някои риби, като например тези от семейство Сафридови, могат да отделят газове под хрилете, които идват от плавателния мехур.

### Птици
Няма документирани доказателства, че птиците се оригват, въпреки че орнитолозите вярват, че няма нищо, което да им пречи физиологично да го направят. Тъй като обаче микробиотата на птиците не включва същия набор от газообразуващи бактерии, които бозайниците притежават за да подпомогнат храносмилането, газът рядко се натрупва в стомашно-чревния тракт на птиците.